# Bissy-sous-Uxelles
Bissy-sous-Uxelles is een gemeente in het Franse departement Saône-et-Loire en telt 68 inwoners (2009). De plaats maakt deel uit van het arrondissement Mâcon.

## Geografie
De oppervlakte van Bissy-sous-Uxelles bedraagt 3,1 km², de bevolkingsdichtheid is dus 21,9 inwoners per km².
De onderstaande kaart toont de ligging van Bissy-sous-Uxelles met de belangrijkste infrastructuur en aangrenzende gemeenten.

## Demografie
Onderstaande figuur toont het verloop van het inwonertal (bron: INSEE-tellingen).